# Тайпа
Та́йпа (кит.: 氹仔; південноміньська: tiap á tó; юе: 氹仔 МФА: [tʰɐ̌m.t͡sɐ̌i̯]; порт. Taipa, МФА: [ˈtajpɐ]) — один з островів Макао. Розташований за 2,5 км від півострова Макао. Площа 6,33 км². Адміністративно належить до приходу Богоматері Кармель (Freguesia de Nossa Senhora do Carmo) острівного муніципалітету.

## Історія
Острів Тайпа було освоєно китайцями в XII столітті. 1851 року на острів прибули португальці й включили його до складу колонії Макао. Довго острів залишався малозаселеним. 1974 року був відкритий міст Нобре ді Карвальо, зв'язав острів з півостровом Макао, що сприяло прискоренню розвитку території.

## Транспорт
На острові розташовано:
- Міжнародний аеропорт Макао
- Морський пасажирський термінал

## Освіта
- Університет Макао
- Університет науки і технологій (MUST)
- Міжнародна школа Макао (канадська міжнародна школа, заснована в Макао)
- Школа націй